# Fotbal Club Astra Giurgiu
Fotbal Club Astra Giurgiu é um clube de futebol profissional romeno da cidade de Giurgiu que joga o Campeonato Romeno de Futebol.

## Títulos
Liga I
- Campeão (1): 2015-16
- Vice-campeão (1): 2013-14

 Liga II
- Campeão (1): 1997-98
- Vice-campeão (1): 2008-09

 Liga III
- Campeão (1): 2007-08

 Copa da Romênia
- Campeão (1): 2013-14
- Vice-campeão (1):  2016-17

 Supercopa da Roménia
- Campeão (2): 2014, 2016